# Diskografija Lil' ½ Deada
Diskografija američkog repera, pjevača i tekstopisca Lil' ½ Deada sastoji se od dva studijska albuma, dva singla i tri promotivna singla, te mnogo dueta i suradnji s drugim glazbenicima. Lil' ½ Dead objavljuje svoju glazbu preko diskografskih kuća Doggy Style Records i Death Row Records. U početcima svoje glazbene karijere imao je potpisan ugovor s diskografskom kućom Priority Records.
Lil' ½ Dead je svoju glazbenu karijeru započeo 1993. godine s grupom Nine Inch Dix. Godine 1994. je objavio prvi studijski album The Dead Has Arisen koji je proizveo singl "Had to Be a Hustler", te promotivni singl "12 Pacofdoja". Godine 1996., objavio je svoj drugi studijski album Steel on a Mission na kojem se nalazi singl "Southern Girl", te dva promotivna singla "Low Down" i "Young HD".

## Albumi

### Studijski albumi
| The Dead Has Arisen                                                                        | - Objavljeno: 25. listopada 1994. - Diskografska kuća: Priority - Formati: CD, LP digitalni download | 39 | 17 |
| Steel on a Mission                                                                         | - Objavljeno: 21. svibnja 1996. - Diskografska kuća: Priority - Formati: CD, LP, digitalni download  | 59 | 23 |
| "—" znači da album nije objavljen u tom području ili da nije dospio na glazbenu ljestvicu. | |    |    |

## Singlovi

### Kao vodeći izvođač
| "Had to Be a Hustler"                                                                      | 1994. | —  | The Dead Has Arisen |
| "Southern Girl"                                                                            | 1996. | 38 | Steel on a Mission  |
| "—" znači da singl nije objavljen u tom području ili da nije dospio na glazbenu ljestvicu. |       |    |                     |

### Promotivni singlovi
| "12 Pacofdoja"                                                                             | 1995. | — | The Dead Has Arisen |
| "Low Down"                                                                                 | 1996. | — | Steel on a Mission  |
| "Young HD"                                                                                 | 1996. | — | Steel on a Mission  |
| "—" znači da singl nije objavljen u tom području ili da nije dospio na glazbenu ljestvicu. |       |   |                     |

## Videospotovi

### Samostalni videospotovi
| Naziv                 | Godina | Redatelj       |
| --------------------- | ------ | -------------- |
| "Had to Be a Hustler" | 1994.  | Tracy Kendrick |
| "12 Pacofdoja"        | 1995.  | Tracy Kendrick |
| "Southern Girl"       | 1996.  | Tracy Kendrick |

## Vanjske poveznice
- Diskografija Arhivirana inačica izvorne stranice od 25. veljače 2012. (Wayback Machine)
- Uspjeh na top ljestvicama